# Araneus virgus
Araneus virgus är en spindelart som först beskrevs av Fox 1938.  Araneus virgus ingår i släktet Araneus och familjen hjulspindlar. Inga underarter finns listade i Catalogue of Life.